# Districte de Sîngerei
El districte de Sîngerei (en romanès Raionul Sîngerei) és una de les divisions administratives al nord de la República de Moldàvia. La capital és Sîngerei. L'u de gener de 2005, la població era de 87.100 habitants.